# Guennadi Yákovlev
Guennadi Pávlovich Yákovlev (San Petersburgo, 7 de junio de 1938-12 de enero de 2024) fue un botánico ruso. Director del Instituto Químico-farmacéutico de San Petersburgo (antigua Leningrado).

## Biografía
Doctor en Ciencias Biológicas, fue profesor en el Instituto Botánico VL Komarov, a donde había llegado en 1957, cuando aún era estudiante. Trabajó durante varios años en dicho instituto, participando en expediciones a Vietnam y Cuba.
Especialista en leguminosas, dedicó gran parte de su trabajo a Sophora L. 1753, y su división en géneros segregados, por ejemplo Styphnolobium, Calia. Su ordenamiento taxonómico, basado principalmente en caracteres morfológicos, ha recibido apoyo reciente en los estudios moleculares que consideran a Sophora s.l. como un grupo trifilético.

## Obra
- Yákovlev, GP. 1964. Nobaia sistema roda Sophora L i ego philogenie. Trudy Leningradskogo khimico-farmacevticheskogo instituta. 17:50-77.
- Yákovlev, GP. 1967. Zametki po sistematike i geographii roda Sophora L. i blizkikh rodov. Trudy Leningradskogo khimico-farmacevticheskogo instituta. 21:42-62
- Yákovlev, GP; NV Syrovezhko. 1967. Nekotorye osobennosti stroeniyasemyan roda Sophora L. i blizkikh k nemu rodov v svyazi s ikh sistematikoi i filogeniei. Trudy Leningradskogo khimico-farmacevticheskogo instituta. 21:90-98
- Yákovlev, GP; OA Svyazeva. 1987. Zametki o vidakh sektsii Caragana roda Caragana Lam. (Fabaceae) Novosti syst. Vyssh. Rast. 24:126
- Yákovlev, GP; Sytin AK, Roskov Yu R. 1996. Legumes of Northern Eurasia. A checklist. Publicado por Royal Botanic Gardens, Kew, 482-503

## Especies clasificadas por G.P. Yákovlev
- Acosmium panamense (Benth.) Yakovlev
- Calia secundiflora
- Chamaecrista takhtajanii Barreto & Yakovlev
- Calia conzatti (Stanley) Yakovlev (Styphnolobium conzatti Sousa & Rudd[2])
- Sophora gibbosa Yakovlev[3] (S. gibbosa Kuntze como aparece en Tsoong and Ma 1981[4])
- Sophora tomentosa subsp australis Yakovlev[5]